# Los ojos más lindos del mundo
Los ojos más lindos del mundo es una película argentina del género de drama filmada en blanco y negro dirigida por Luis Saslavsky sobre su guion escrito por María Teresa León en colaboración con Carlos Adén según la obra Les plus beaux yeux du monde, de Jean Sarment con la adaptación de: María Teresa León que se estrenó el 27 de julio de 1943 y que tuvo como protagonistas a Roberto Airaldi, Amelia Bence, Pedro López Lagar, Benita Puértolas, Amalia Sánchez Ariño y Ernesto Vilches.		

## Sinopsis
Dos hermanos se enamoran de la misma mujer (interpretada por Amelia Bence) y el mayor de ellos (Pedro López Lagar) renunciará a ella en aras a la débil salud del otro, encarnado por Roberto Airaldi, mientras la mujer que ambos aman va perdiendo la vista.

## Reparto
- Pedro López Lagar	como Lorenzo Sánchez	.
- Amelia Bence como Susana Valenzuela.
- Roberto Airaldi como Agustín Castelar.
- Benita Puértolas como Doña Aurea.
- Amalia Sánchez Ariño como Tía Bárbara.
- Ernesto Vilches Como Don Teófilo Valenzuela.
- Pura Díaz	como Profesora de piano
- César Fiaschi
- Herminia Mas
- María Santos como Felipina.
- Judith Sulian
- Carmen Giménez
- Rafael Buonavoglia
- Joaquín Petrosino
- Dalmira Miranda

## Comentario
Manrupe y Portela comentaron: “Del más fino romanticismo de la colección Saslavsky. Con cierto parecido conceptual a Historia de una noche, momentos de gran cine, buenas actuaciones. Y un título asociado con Amelia Bence para siempre”. El crítico Claudio España escribió “Magnífica puesta en escena del director con secuencias donde el ritmo contrasta fuertemente entre la placidez del amor, la presencia de los sentimientos y la turbulencia que preanuncia el melodrama, que no asoma demasiado”. Por su parte para el crítico Calki en el filme “hay un aletazo de ese espíritu travieso de René Clair (…) pero la influencia es, en cierto modo, como enaltecedora (…) Saslavsky y un buen tema: he aquí la aleación que puede producir más de un film valioso para el arte”.